# Deandre Latimore
Deandre Latimore (St. Louis, 31 agosto 1985) è un pugile statunitense.
Soprannominato "The Bull", ha un record attuale di 20-2 (con 16 successi prima del limite).